# Reductoderces fuscoflava
Reductoderces fuscoflava är en fjärilsart som beskrevs av John Tenison Salmon och Bradley 1956. Reductoderces fuscoflava ingår i släktet Reductoderces och familjen säckspinnare. Inga underarter finns listade.